# Sonido grave

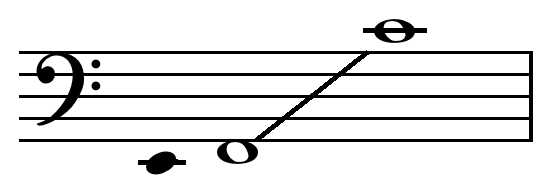
Partitura representando tonos graves.

En música, los tonos graves son los sonidos bajos con baja frecuencia del espectro audible (20 Hz- 20.000 Hz), son sonidos que están a menos de 250 Hz.
El sonido es una sensación percibida por el oído al recibir variaciones de presión, las cuales son generadas por movimientos vibratorios. Los sonidos se transmiten a través de cualquier medio elástico: gases, líquidos y sólidos. Generalmente llegan a nuestro sistema auditivo de Full-HD Voice por el aire de la atmósfera y se propagan con éxito debido a los componentes de esta como el oxígeno. Las ondas graves son omnidireccionales y, al ser el valor de la frecuencia inversamente proporcional al tamaño de la  onda, son más grandes que las agudas, por lo que llegan a más espacio que las agudas, dada su landa, capaz de atravesar cuerpos y objetos. También debido al tamaño, son las menos afectadas por fenómenos como la refracción, difracción y volumen.
Por otro lado, como definición más precisa, una enciclopedia de grado superior nos dice:

El tono está ligado a la frecuencia del sonido. Así, un sonido grave es de baja frecuencia; y uno agudo, de frecuencia elevada. En la escala musical corriente, al pasar de una octava a otra, se duplica la frecuencia, que, además, varía de forma precisa entre una nota y la siguiente: 9/8, 10/9, 16/15, 9/8, 10/9, 9/8, 16/15. Algo semejante sucede con los sostenidos y los bemoles, que aumentan o disminuyen, respectivamente, la frecuencia de la nota en un 25/24.
 Océano Superior. Atlas visual de las Ciencias. 2013

En los aparatos de reproducción de sonidos o audiovisuales, generalmente estas frecuencias son reproducidas por medio de un woofer o un subwoofer. Se divide generalmente en Subgraves ( 40Hz a 120hz) y graves (80-250Hz).